# パタカラ
パタカラは株式会社パタカラ（東京都武蔵野市）より発売されている口腔周囲の筋を鍛え、口唇閉鎖力
を向上させる装置。
口呼吸が原因で起きている様々な疾患の改善がはかれるとされる。
また口腔周囲の筋を鍛えるため、頬のあたりがすっきりして小顔になるという触れ込みで女性誌やテレビなどに多数取り上げられている。